# Spital Tongues

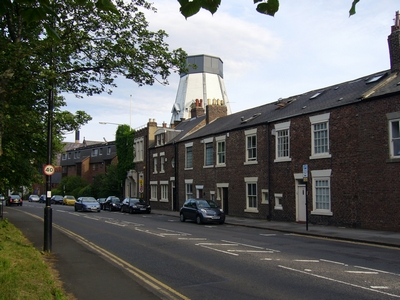
Chimney Mill, 2006.

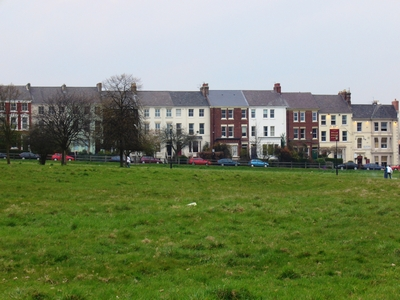
Belle Grove Terrace, 2006.

Spital Tongues es un área histórica de Newcastle upon Tyne, ubicada al noroeste del centro de la ciudad.
Se cree que su inusual nombre se deriva de spital - una corrupción de la palabra hospital que se encuentra con bastante frecuencia en los nombres de lugares británicos (por ejemplo, Spitalfields) - y tongues (lenguas), que significa predios de terreno en las afueras de una localidad. El rey Eduardo I de Inglaterra donó dos de estas lenguas de tierra al Hospital de Santa María Magdalena.

## Hospital de Santa María Magdalena
El primer Hospital de Santa María Magdalena fue fundado en el siglo XII para atender a las víctimas de lepra, enfermedad que había sido traída a Gran Bretaña por los cruzados que regresaban desde oriente. Se ubicó fuera de la ciudad, en lo que hoy es el extremo norte de "Northumberland Street". Era un hospital en el sentido medieval de la palabra, es decir, una casa de caridad que se preocupaba más de cuidar a los enfermos que de curarlos.
En 1874, el hospital fue trasladado a una nueva ubicación detrás del Museo Hancock, antes de ser reemplazado en 1959 por 38 búngalos diseñados especialmente en Spital Tongues. Estas propiedades aún se conocen colectivamente como el Hospital de Santa María Magdalena.

## Desarrollo urbano
Durante los últimos cincuenta años, el desarrollo urbanístico relacionado con la expansión de la Universidad de Newcastle upon Tyne ha reducido los espacios verdes que rodean Spital Tongues. Sin embargo, para un lugar ubicado a menos de 1,5 km del centro de la ciudad actual, conserva un notable sentido de separación y distinción, lo que contribuye a mantener la sensación de seguir siendo una pequeña aldea. De hecho, muchos residentes mayores continúan refiriéndose a Spital Tongues como "el pueblo", un sentido de identidad reflejado y perpetuado por nombres como el 'Village Chippy'.
El pueblo, en un entorno agrícola y ganadero, contaba con su propio manantial que sería canalizado, el Pandon Burn.
Un cambio clave en la vida y el carácter de Spital Tongues se produjo con la implantación de la industria de las minas de carbón en 1836. Se construyeron viviendas básicas para los trabajadores en Long Row, que fueron demolidas un siglo después.
La importancia industrial del área se desarrolló aún más con la inauguración de la fábrica de muebles Robson en la década de 1880. Esto precipitó la construcción de más viviendas, incluyendo Chippendale Place y Sheraton Street. Ancrum Street y Oxnam Terrace tomaron sus nombres de las ciudades limítrofes de donde procedían los empleados de Robson.
La continua expansión de la Universidad de Newcastle sigue siendo un desafío, ya que más de 2000 estudiantes viven en Castle Leazes Halls, un alojamiento en Spital Tongues propiedad de la Universidad. Los planes para construir una serie de nuevos bloques de hasta diez pisos en Castle Leazes Halls fueron rechazados por la Inspección de Planificación en 2006, tras una importante oposición local y la negativa del Consejo de la Ciudad de Newcastle.
Sin embargo, aunque muchos residentes locales creen que la población estudiantil de Spital Tongues ha alcanzado el punto de saturación, no hay duda de que su presencia contribuye a sostener las tiendas, bares y servicios locales que de otra forma no serían viables. Por otro lado, el número cada vez menor de residentes permanentes ha contribuido indudablemente al cierre de otros servicios locales como la escuela (en 1977) y la oficina de correos (en 2005), lo que significa que los residentes deben hacer el viaje al centro de la ciudad o a zonas vecinas de Fenham y Arthur's Hill.
Esto no es óbice para que se mantenga una fuerte demanda de viviendas en Spital Tongues, prueba de su continua popularidad como lugar residencial, combinando la proximidad relativa al centro de la ciudad con un ambiente único, semirrural.

## Lugares de interés

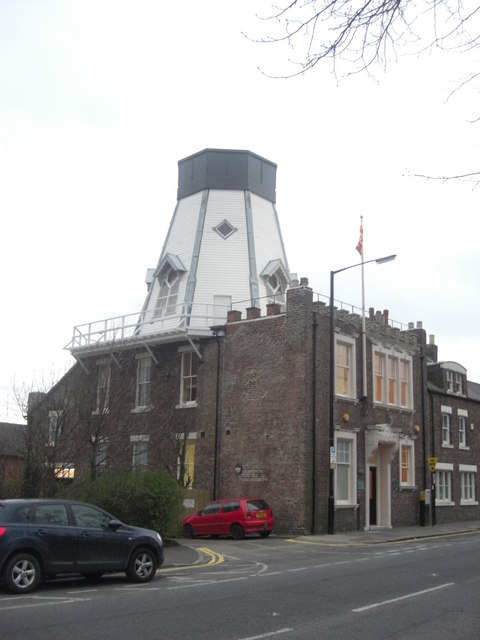
Chimney Mill, Newcastle upon Tyne

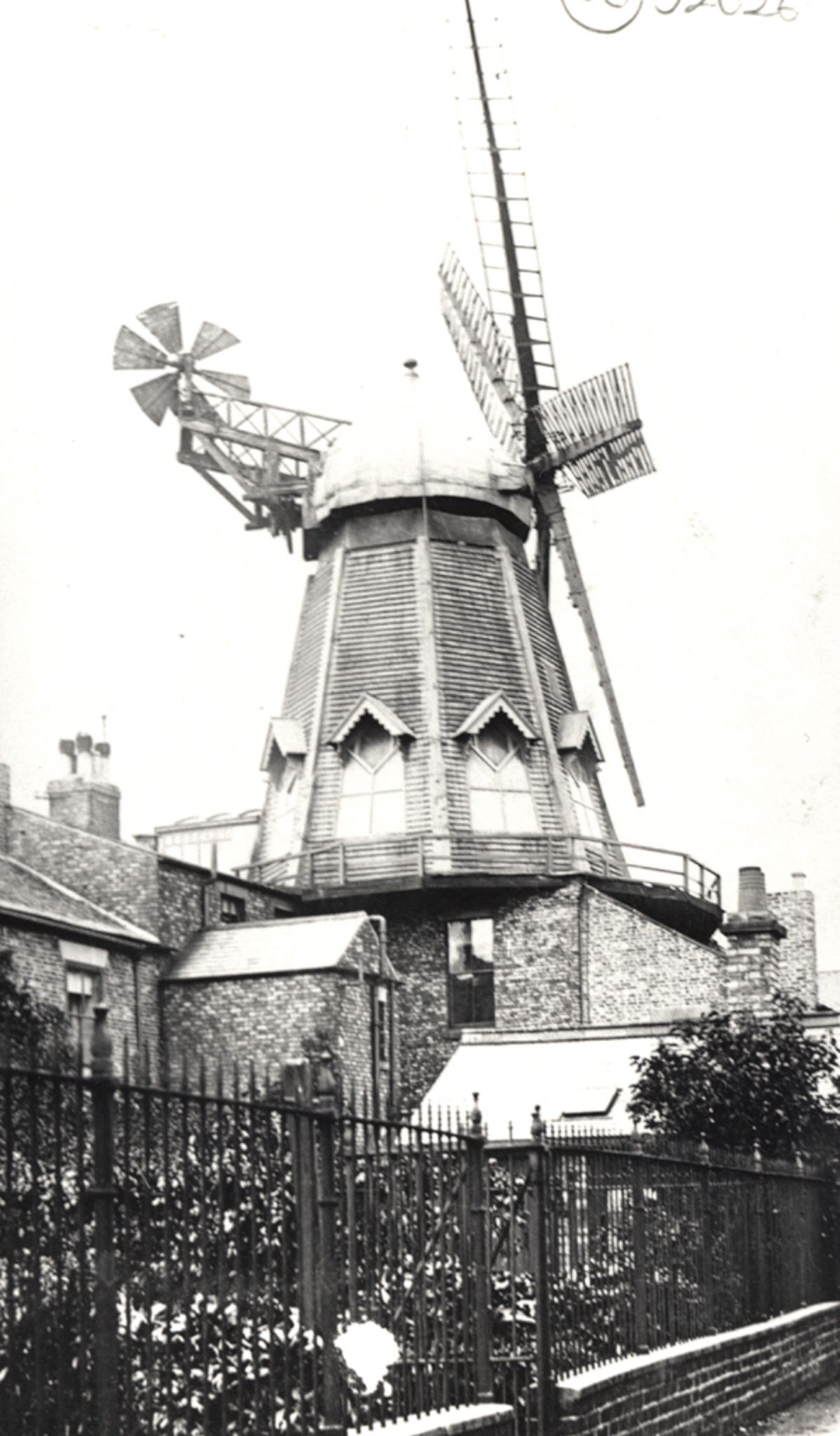
El antiguo molino en una foto de la década de 1920, cuando aun conservaba las aspas y el mecanismo de cola

Cuarteles de Fenham Barracks
Establecidos en 1806, fueron la sede del Regimiento n.º 5 de Infantería hasta 1962. La Territorial Army mantiene su presencia en estos cuarteles.
Centro de transmisiones de la BBC
Conocido popularmente como 'Pink Palace', el centro de la BBC en Spital Tongues fue inaugurado en 1986.
Casa Huntsmoor
Edificio establecido en 1899 para satisfacer las necesidades sociales de los soldados estacionados en Fenham Barracks, posteriormente fue utilizada como almacén por un comerciante de Newcastle Thornes, antes de convertirse en alojamiento para estudiantes. Es una inusual estructura de ladrillo rojo de tres pisos, coronada por una torre almenada con escudos tallados y detalles de estilo Tudor.
Molino Chimney
El Chimney Mill fue construido en 1782 en Claremont Road, reemplazando a otro antiguo molino de viento. Es un monumento protegido, siendo el único molino de viento holandés que se conserva en la región. Diseñado por el ingeniero civil John Smeaton (1724-1792), fue el primer molino con un aspa de cinco palas de Gran Bretaña.
Funcionó hasta 1891, siendo dado de baja en 1892. Más adelante se convirtió en la casa club del "Newcastle City Golf Club". El Club se trasladó a Gosforth en 1907, después de lo cual se eliminaron las aspas y la cola del molino (en 1924 y 1933 respectivamente), con el tejado sustituido por una cubierta en 1951.
A mediados de los años 1970, el molino fue comprado y restaurado por el arquitecto Thomas Falconer. En septiembre de 2006, la propiedad se puso a la venta por un precio de 775.000 libras.
Túnel Victoria
El Victoria Tunnel de Newcastle fue construido para transportar carbón desde la mina Spital Tongues Colliery hasta el río Tyne. Con 3 kilómetros de largo y hasta 25 m de profundidad, fue construido por 200 hombres entre 1839 y 1842, y fue el resultado de que no se pudieron obtener los permisos necesarios para construir un tendido de vagonetas en superficie traversando el páramo y la ciudad.
Se clausuró en 1860 y no se usó durante los siguientes ochenta años, excepto durante un breve período de 1928 a 1929 cuando Thomas Moore, un empresario de Gateshead, intentó cultivar hongos en su interior. Se volvió a abrir para usarlo como un refugio antiaéreo durante la Segunda Guerra Mundial, cuando se modificó y se dotó de nuevas entradas con el fin de disponer de capacidad para 9000 personas. Actualmente es posible visitarlo.
Whiteknights
Edificación originalmente conocida como New House, en 1766 se habilitó como el manicomio de Saint Luke. Volvió a usarse como casa privada en 1857 y asumió su nombre actual en 1900. El edificio está catalogado como bien histórico de Grado II.
Casa de Belle Grove
Este edificio data de 1857. El inmueble adyacente fue el hogar del artista Ralph Hedley hasta su muerte en 1913, hecho señalado por una placa conmemorativa. Se incorporó a un pub en 1923.
Belle Grove Terrace
El número 13 de Belle Grove Terrace fue el hogar de T. Dan Smith, el líder del concejo de Newcastle de 1960 a 1965, responsable de la reinvención de la ciudad como la 'Brasilia del Norte'.
El actor Alun Armstrong fue vecino de Smith mientras estudiaba Bellas Artes en la Universidad de Newcastle upon Tyne.
George Arrowsmith
Aunque de poca importancia arquitectónica, la antigua tienda de George Arrowsmith, inaugurada en 1903, es una muestra de lo que fue el entonces pujante comercio minorista local en la década de 1920.
Iglesia Memorial Benson
Abierta como escuela dominical en 1867, conmemora la labor de John Benson en la instalación de la escuela en locales temporales en 1845.
Jardín Botánico Moorbank
El Jardín Botánico Moorbank se inauguró en 1923 como centro de investigación dependiente de la Universidad de Newcastle upon Tyne. Aunque no está abierto al público todos los días, se permite el acceso a grupos con reserva previa.